# Postplatz (Görlitz)
Der Postplatz gilt als einer der schönsten Stadtplätze in Görlitz.
Der ovale Platz wird in Richtung Süden von einer Reihe Gründerzeitbauten begrenzt. Die Jakobstraße und die Berliner Straße bilden die Verlängerung zum südlichen Bahnhof. Typisch preußische Bauten begrenzen den Platz in östlicher und westlicher Richtung. Das Postamt nimmt vor allem mit seinem großen Hinterhof nahezu das gesamte östliche Areal ein. In dem schlichten roten Klinkerbau im Westen befindet sich heute das Landgericht und das Amtsgericht. Eine ausladende Baugruppe im spätklassizistischen Stil der frühen Gründerzeit befindet sich auf der Nordseite des Platzes. Inmitten des Platzes steht ein prächtiger Kunstbrunnen, die „Muschelminna“.

## Geschichte

### Frühe Neuzeit
Das Areal aus dem später der Postplatz hervorgehen sollte, lag südlich der Frauenkirche außerhalb der Stadtmauern. Er trug damals den Namen „Plan“. Neben der Frauenkirche stand das 1483 gegründete Frauenspital, dass Pilgern und fahrenden Scholaren Unterkunft und Verpflegung bot. Das Spitalgelände zog sich weit nach Westen über Teile des heutigen Postplatzes und Demianiplatzes. Die Frauenkirche mit angrenzenden Friedhof und Spitalgelände wurden als zusätzliche Befestigungslinie ausgebaut. Durch das Spitteltor erreichten Reisende das Spitalgelände und die Kernstadt über den Frauenturm.
Bis in das 19. Jahrhundert hinein war das Vorfeld der Frauenkirche und des Frauenspitals nicht räumlich gestaltet und sehr ländlich geprägt. Mehrere Alleen zweigten vom Spitteltor ab in Richtung Lazarett (spätere Berliner Straße), Gartenanlagen (spätere Jakobstraße) und Schützenweg (spätere Schützenstraße). Damit gaben sie die grobe Raumaufteilung des künftigen Postplatzes vor.

### Preußische Ära

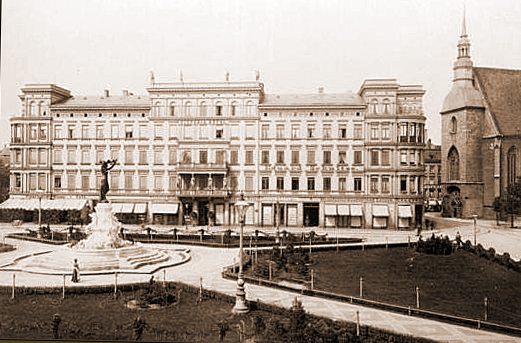
Blick über den Postplatz hin zum historistischen Gebäude von Eduard Schultze, um 1890

1844 wurde an der südwestlichen Ecke das städtische Krankenhaus errichtet, etwa am Standort der heutigen Stadtsparkasse. Diesem gegenüber befand sich das alte Militärlazarett. Mit der Fertigstellung des Görlitzer Bahnhofs 1847 begann auch die Ausweitung der Bebauung in dessen Richtung. Zwischen den Jahren 1851 und 1855 wurde auf der Ostseite des Platzes das neue Postgebäude errichtet. Der große Hof war halbrund ummauert und diente als Einfahrt für Postkutschen und als Wagenpark. Den neuen Namen „Postplatz“ bekam zuerst das Dreieck hinter der Post, zwischen Konsulstraße und Schützenstraße. Die Fläche vor der Post dagegen war zuerst nur mit Kies bestreut und am Rand mit Bäumen bepflanzt. Er wurde einige Zeit als Rummelplatz genutzt. Aus der alten Börse auf dem Untermarkt zog schließlich 1865 das Königliche Kreisgericht in den Neubau auf dem Postplatz. Die streng gegliederte, sachliche Klinkerfassade zeigt auch heute noch den Einzug preußischen Baukultur von Karl Friedrich Schinkel. Hinter dem Gericht dehnte sich das Gefängnis aus, in dessen Hof noch bis etwa in das Jahr 1900 Hinrichtungen mit dem Handbeil stattfanden. Die Hinrichtungen wurden in den Görlitzer Tageszeitungen mit Namen und Verbrechen des Verurteilten angekündigt.
Der Görlitzer Kaufmann Eduard Schultze erwarb 1863 das gesamte Gelände des ehemaligen Frauenspitals an der Nordseite des Platzes gegenüber der Frauenkirche. Das Grundstück reichte von der Frauenkirche bis zur heutigen Luisenstraße. Der Käufer ließ die Bebauung abreißen und dort von Baumeister Pfeiffer einen Neubau errichten. Der Bau im Stil des Spätklassizismus war von einer bisher in der Stadt unbekannten Breite. Er erstreckte sich zwischen Frauenkirche und Gerichtsgebäude. 1868 wurde der Bau fertiggestellt. In den Mittelteil zog das „Victoria-Hotel“. In das Erdgeschoss links und rechts vom Hotel zogen Einzelhändler und das „Wiener Cafè“ ein. Erst 1888 wurde das Unternehmen Eduard Schultzes, das nun bereits seine Söhne Gustav und Alfred übernommen hatten vom Obermarkt in das Gebäude verlegt. Die mit dem Bau geschaffenen städtebaulichen Tatsachen wurden nachträglich oft beklagt, da der Bau die Achse vom Bahnhof über die Berliner Straße direkt hin zum Marienplatz versperrte. Der Verkehr musste nun ein paar engere Kurven und das Nadelöhr vor der Frauenkirche passieren.

### Kaiserreich

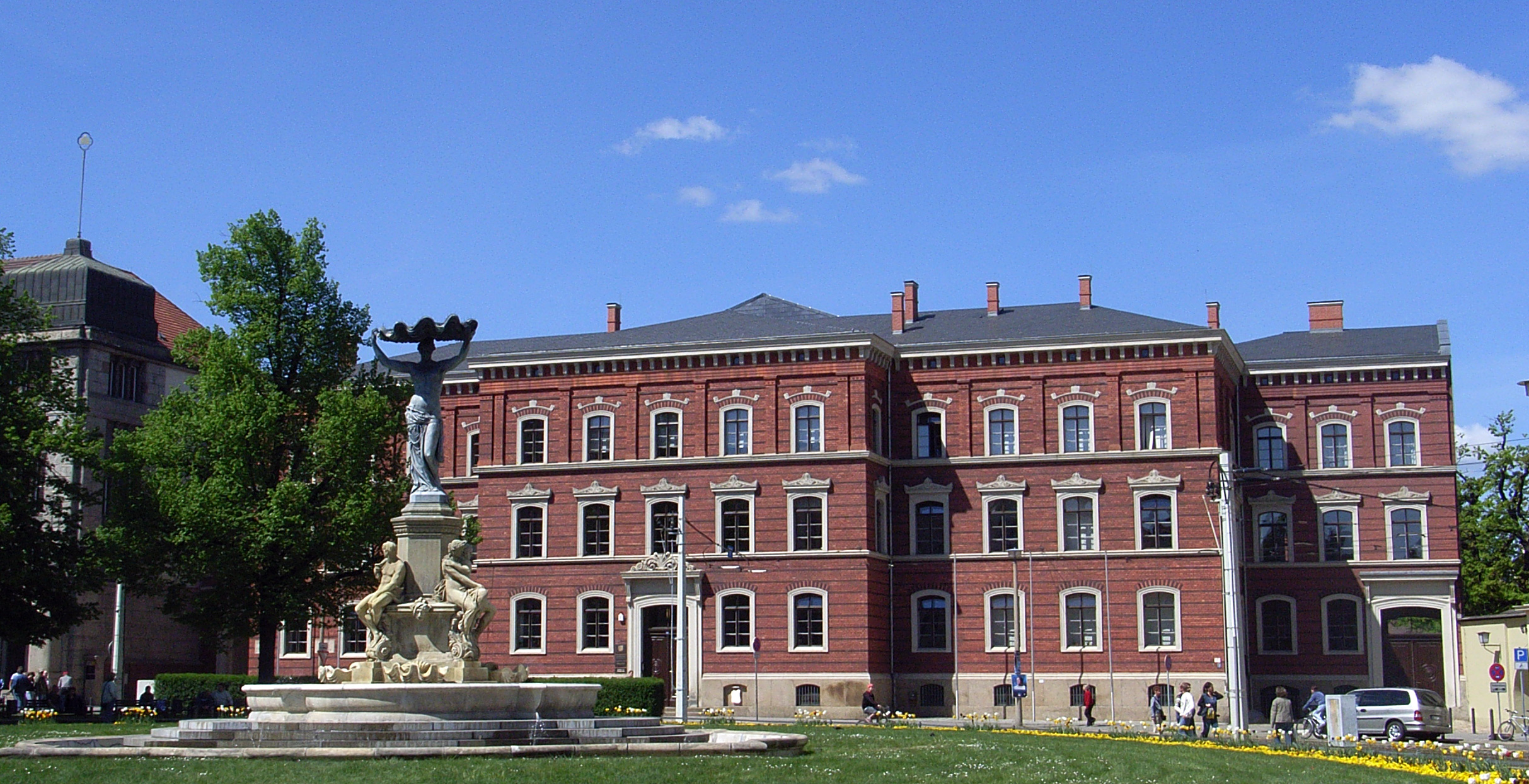
Gericht und links hinter dem Baum ist der Turm der Sparkasse zu erkennen

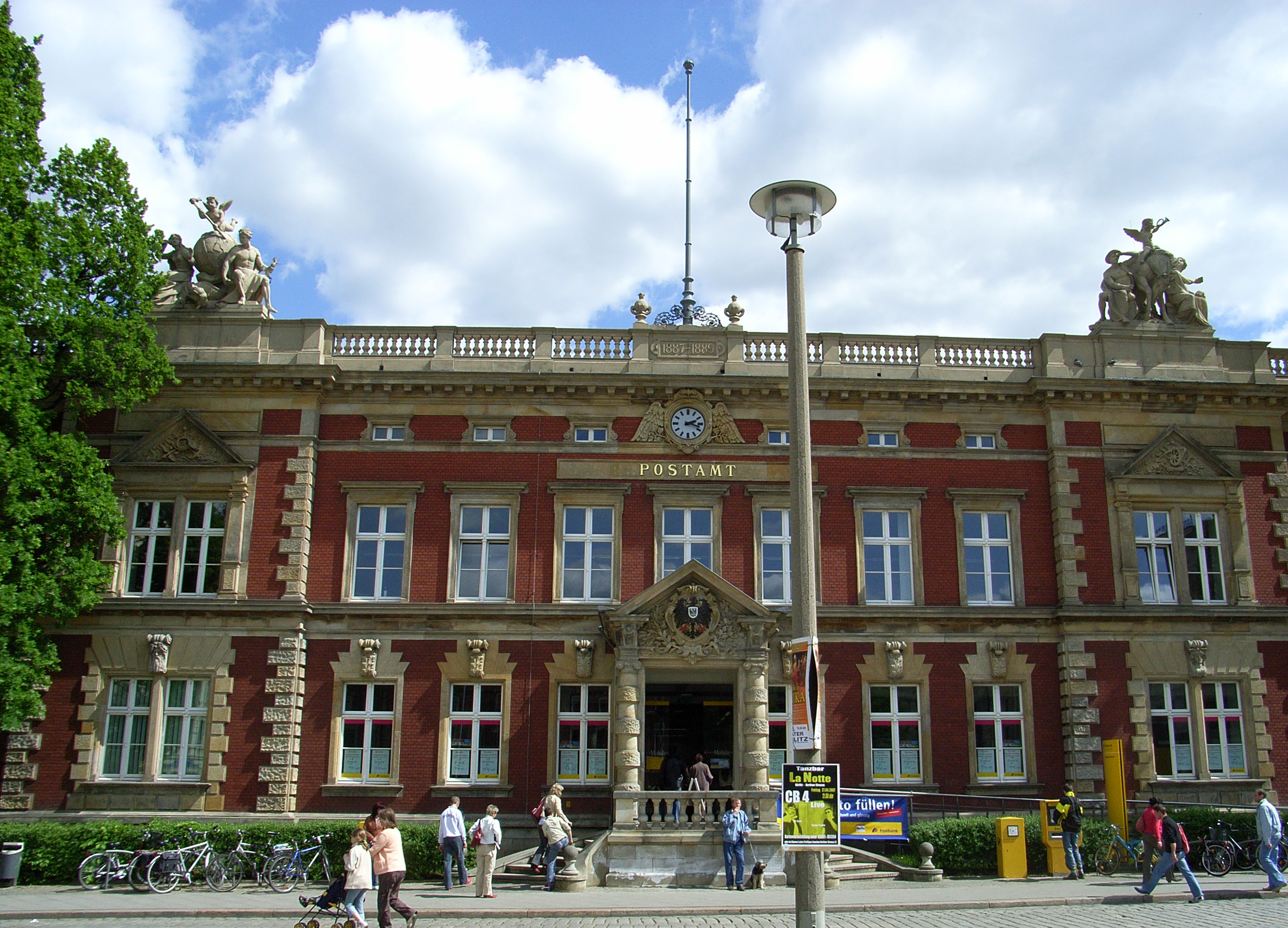
Postamt mit dem prunkvollen Figurenschmuck

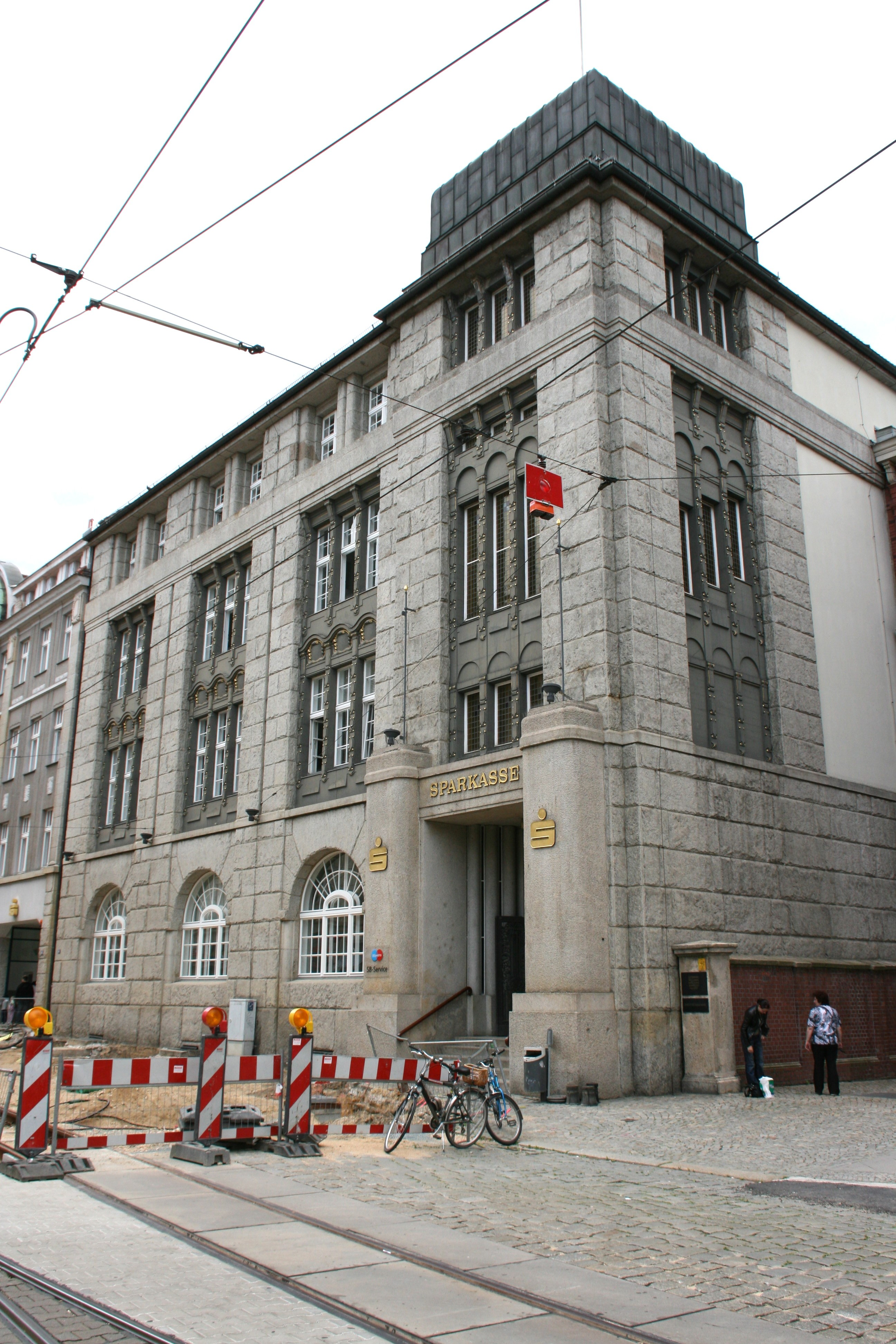
Gebäude der Sparkasse mit dem markanten Eckturm

1882 überquerte die erste Straßenbahn, noch von Pferden gezogen den Platz. 1897 folgte die erste „Elektrische“. Die Gleise führten nördlich und südlich des Platzes entlang und wurden erst mit dem Umbau 1937/38 auf die Nordseite verlegt. Von Mai 1898 bis September 1905 befand sich vor dem Gerichtsgebäude die Endhaltestelle der Tramlinie IV bis zum Jüdischen Friedhof in der Südstadt bzw. ab Mai 1899 weiter nach Biesnitz. Die zwei Gleise vor der Post führten zum Schützenhaus und zum Untermarkt, ab Dezember 1907 auch zum Klinikum. Nördlich der Post führten weitere zwei Gleise weiter zum Gasthof „Stadt Prag“ (Görlitzer Ostvorstadt) und ab Mai 1900 weiter nach Moys. Beide letztgenannten Endpunkte liegen seit 1945 in der polnischen Nachbarstadt Zgorzelec und existieren seit der Grenzziehung nicht mehr als Endpunkt des Görlitzer Straßenbahnnetzes. Noch heute überqueren die zwei städtischen Tramlinien von Königshufen nach Biesnitz bzw. Weinhübel den Platz.
Die Naturforschende Gesellschaft zu Görlitz erhielt 1883 eine gusseiserne Wettersäule. Sie wurde vorerst hinter der Post gegenüber der Frauenkirche aufgestellt, wechselte aber 1931 ihren Standort vor das Gericht. Sie verschwand 1938 und wurde danach nicht wieder aufgestellt.
Am 12. November 1887 fand die Einweihungsfeier unter Oberbürgermeister Clemens Theodor Reichert für den markanten Kunstbrunnen in der Platzmitte statt. Mit der „Muschelminna“, wie die Brunnenfigur im Volksmund genannt wird, begann die Umgestaltung der Kiesfläche zwischen Post und Gericht. Anlass dafür soll 1877 ein Spaziergang von Oberbürgermeister Johannes Gobbin mit dem schlesischen Oberpräsidenten Robert von Puttkamer gewesen sein. Der Oberpräsident soll beeindruckt von den Neubauten die Kiesfläche in der Mitte bemängelt haben und seine finanzielle Unterstützung für die Errichtung eines Brunnens zugesichert haben.
Die gärtnerische und städtebauliche Gestaltung des Platzes war erst 1889 abgeschlossen. Sternförmig führten vier kunstvoll gepflasterte Wege vom Brunnenbecken zu einem Rundweg um den Platz. Die Grünflächen waren mit Sträuchern bepflanzt und von Hecken umgeben. Ab 1887 veränderte sich auch das östliche Bild des Platzes noch einmal, denn das Postamt bekam einen repräsentativeren Neubau. Er sollte die Weltgeltung des wilhelminischen Kaiserreiches unterstreichen. Der prunkvolle, mit zahlreichen figürlichen Schmuck verzierte Klinkerbau schuf nun ein passendes Gegenüber zu dem Gerichtsgebäude. Der halbrund ummauerte Hinterhof in Richtung Schützenstraße folgte weitgehend dem Vorgängerbau.
Noch bis Anfang des 20. Jahrhunderts befand sich an der südwestlichen Ecke des Platzes der Park des alten Krankenhauses von 1844. Erst mit dem 1905 fertiggestellten Krankenhausneubau an der Girbigsdorfer Straße wurde der Bau in der Innenstadt überflüssig. 1911 genehmigte die Stadt den Neubau einer Stadtsparkasse, die bis dahin noch im Rathaus untergebracht war. Bereits 1913 war der Jugendstilbau fertiggestellt. Der Bau wirkt durch die großen Natursteinquader an der Fassade und dem Treppenturm mit dem breiten Portal sehr wuchtig. Der Eckturm mündet in einer metallverkleideten Kuppel und einer goldenen Fahnenstange mit dem Löwen aus dem Stadtwappen. Der Löwe wurde mittlerweile durch das Sparkassenzeichen ersetzt.

### Nachkriegszeit und Goldene Zwanziger
Der Platz verfolgte fast alle Nachkriegswirren nach dem Ersten Weltkrieg, so zum Beispiel den sich am 9. November 1918 vorbeiziehenden Strom von Revolutionären, wenig später die aus dem Krieg heimkehrenden Garnisonstruppen, den ersten von Behörden gestatteten Maiumzug am 1. Mai 1919 und schließlich das Freikorps Fraupel, das sich am Kapp-Putsch 1920 beteiligte.
Die Lage beruhigte sich Anfang der 1920er Jahre und die Motorisierung der Bürger nahm langsam zu. Die Folge dieser zunehmenden Motorisierung, auch wenn sich nur wenige Görlitzer ein Motorrad oder gar ein Auto leisten konnten war, dass eine der ersten Tankstellen in der Innenstadt nördlich der Post eröffnete. Zahlreiche Cafès säumten den Platz, eines der bekanntesten war wohl das „Cafè Reichspost“, später „Cafè Posteck“ mit seiner gläsernen Galerie an der Ecke zur Frauenkirche. Dieses Eckhaus existiert heute nicht mehr, es wurde nach der Wende abgerissen und durch einen Neubau ersetzt. Das „Wiener Cafè“ im linken Flügel der von Eduard Schultze errichteten Baugruppe an der Nordseite wurde zum „Postplatz-Casino“ (kurz auch Po-Pla-Ka genannt). 1926 wurde die „Theaterpassage“ eröffnet und bildet seither eine gern genutzte Abkürzung für Fußgänger zwischen Demianiplatz und Postplatz.

### 1930er Jahre und Zweiter Weltkrieg

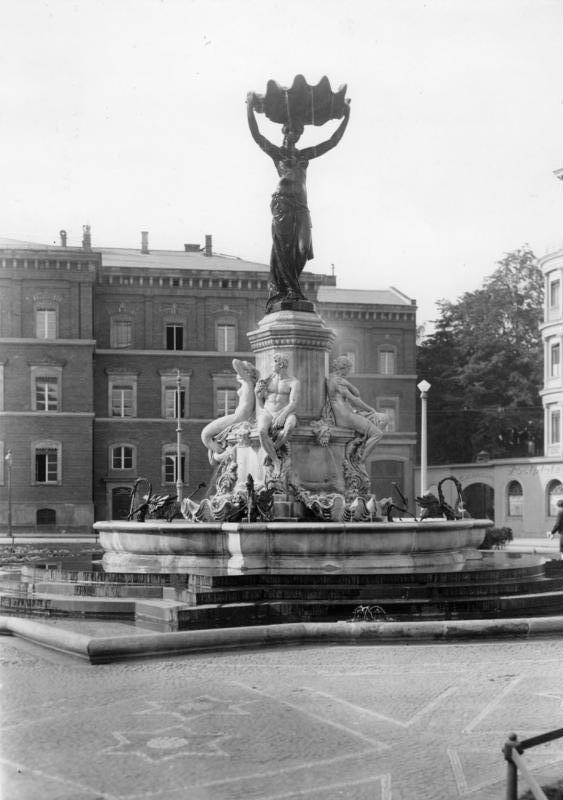
Die gepflasterte Fläche um die „Muschelminna“ und das Wegekreuz auf dem Platz wichen 1937 Rasen. Bis 2016 wurde der Ursprungszustand wiederhergestellt.

Viele hochangesehene Bürger wohnten und arbeiteten auf dem Platz, unter ihnen der Fotograf Alfred Jäschke, berühmt für seine Fotos von Gerhart Hauptmann, die Rechtsanwälte Albert Nathan, mit Sohn Dr. Hans Nathan und Dr. Glätzner, sowie der sozial engagierte Zahnarzt Dr. Fritz Warschawski. Die Namen des Zahnarztes und Albert Nathans verschwanden 1933 von den Klingelschildern der Häuser am Postplatz. Fritz Warschawski hatte Deutschland über Nacht mit Familie verlassen, der Jurist Hans Nathan zog mit Familie nach Prag und sein Vater in ein Altersheim in Berlin. Warschawski und Nathan waren Juden. Der Platz hieß nun „Hindenburgplatz“ und von der Post und vom Gericht wehten Hakenkreuzfahnen. Der bekannte jüdische Jurist Paul Mühsam der täglich auf dem Weg zur Arbeit den Postplatz querte, notierte seine Erfahrungen über das Görlitz unter den Nationalsozialisten in seinen Lebenserinnerungen unter dem Titel „Ich bin ein Mensch gewesen“. Er wanderte als erster Görlitzer Jude 1933 nach Palästina aus.
Der junge Tischler Hans-Georg Otto versammelte sich in seiner Wohnung am Hindenburgplatz 11 mit einigen Lehrlingen und Jungarbeitern. Sie sprachen über die politische Lage, empfingen ausländische Radiosender und verbreiteten von hier aus Flugblätter, die vor dem drohenden Krieg warnten. Die jungen Männer wurden bereits 1934 verhaftet und wegen „Vorbereitung zum Hochverrat“ verurteilt. Hans-Georg Otto wurde bis 1942 in den Gefängnissen Wohlau und Luckau inhaftiert, danach kam er in das Konzentrationslager Sachsenhausen, wo er beim Evakuierungsmarsch 1945 verstarb.
Professor K. Olbricht, ein nationalsozialistischer Kulturpolitiker veröffentlichte 1936 im Heft „Unser schönes Görlitz“ seine Meinung, dass ihm der Hindenburgplatz in seiner damaligen Form nicht gefalle. Er beklagte sich über die durch Eduard Schultzes Haus zerstörte Sichtachse auf die Frauenkirche. Der Bau sei zu hoch und sollte laut seinen Skizzen im Heft einfach am östlichen Flügel um ein bis drei Stockwerke gekürzt werden. Auch der Sockel des Brunnens sollte vereinfacht und die Klinkerfassaden der Post und des Gerichtes verputzt werden. Der Krieg verhinderte die Umsetzung dieser Pläne. In den Jahren 1937/38 fand jedoch eine grundlegende Umgestaltung des Platzes statt, die sternförmigen gepflasterten Wege zum Brunnen wurden abgetragen und bepflanzt. Der Brunnen war nun von einem Rasenoval und einem Weg umgeben an dessen Enden jeweils Bänke platziert wurden.
Um den Sockel der Muschelminna wurde im Juli 1942 ein Holzgerüst aufgebaut, die Bronzefigur wurde demontiert und als Rüstungsschrott auf den Güterbahnhof verbracht. Mit der sich nähernden Front in den letzten Kriegstagen 1945 wurden zahlreiche Leichen von Fahnenflüchtigen und Plünderern an der Südwestseite des Platzes zur Abschreckung abgelegt. Der Platz blieb weitgehend verschont von Artillerietreffern, Bombenabwürfen und Tieffliegerbeschuss.

### Sowjetische Besetzung und DDR

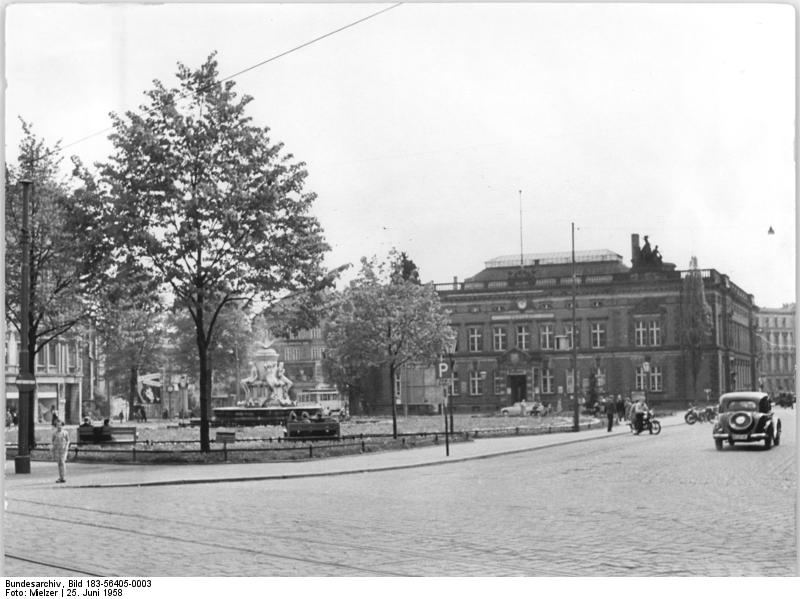
Der Platz der Befreiung im Jahr 1958. Auf dem Brunnensockel fehlt noch die Bronzefigur

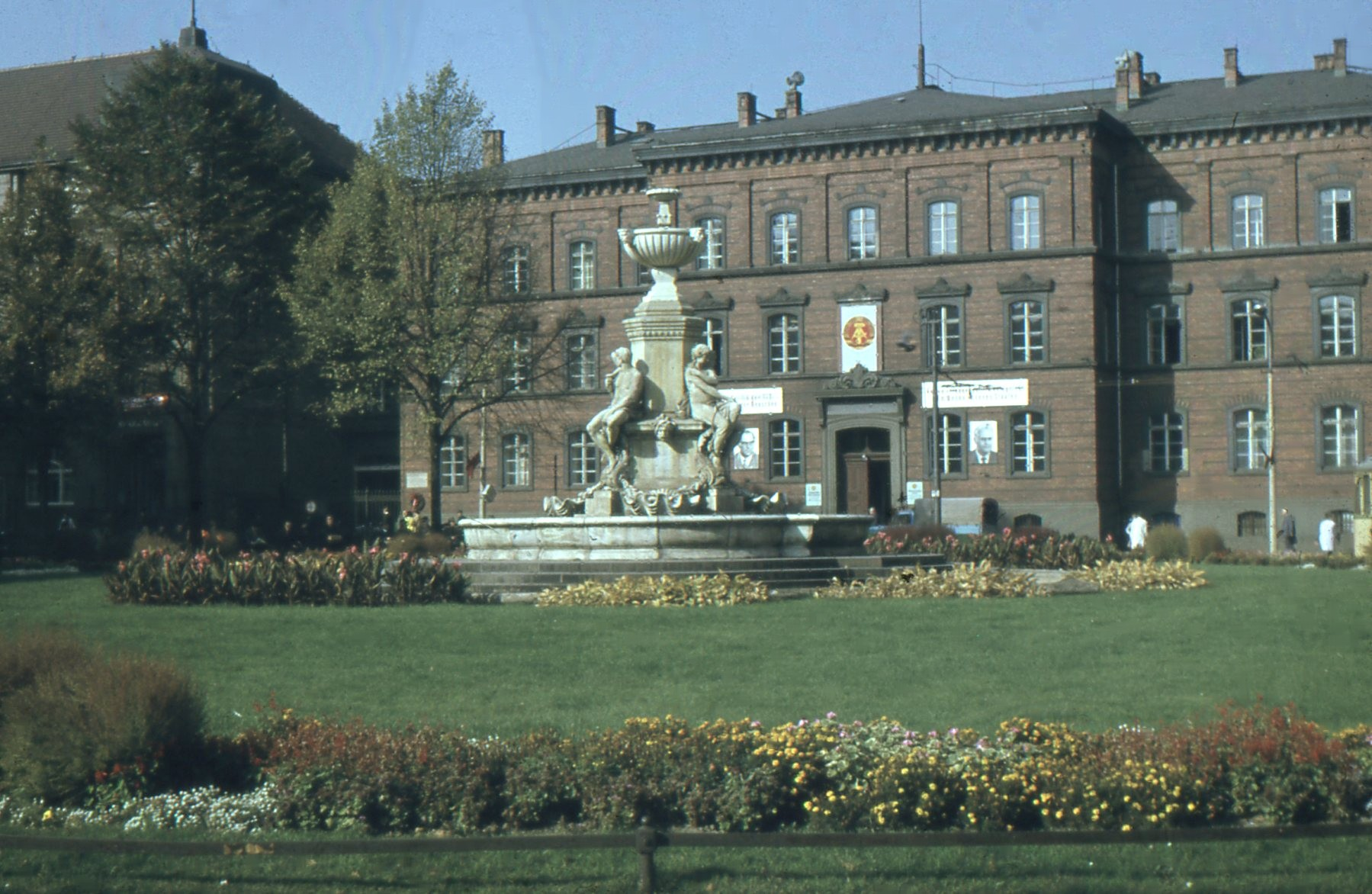
Brunnen und Gericht in den 1970er Jahren

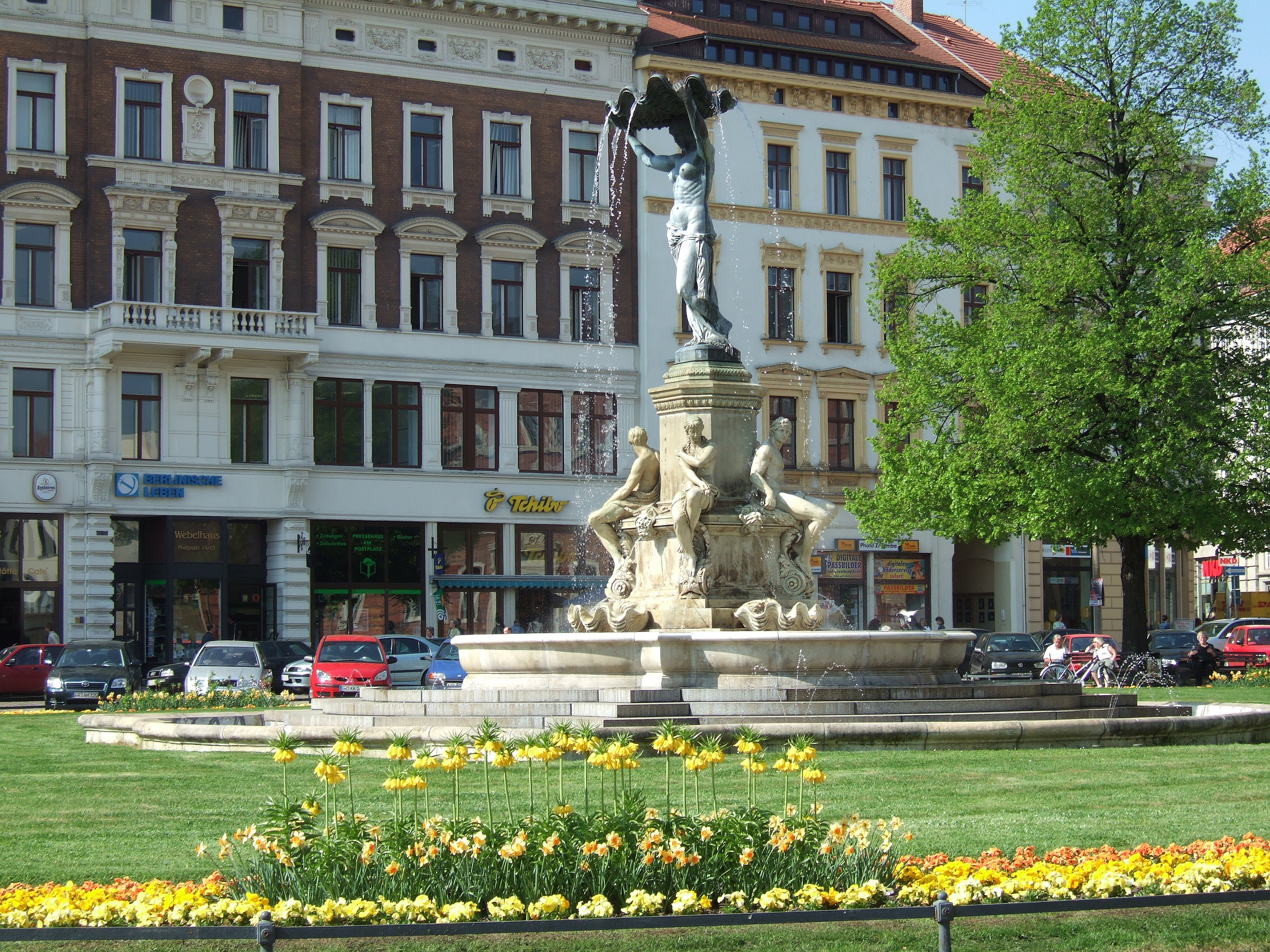
Die neugegossene Muschelminna hat seit 1994 wieder ihren alten Platz auf dem Sockel inne.

Anfang 1945 zog die sowjetische Besatzungsmacht in die „Festung Görlitz“. Sie richteten ihre Militärkommandantur mit dem Stadtkommandanten Gardeoberst Iljitsch Nesterow an der Spitze im Gericht und der benachbarten Stadtsparkasse ein. Die Fassaden der Gebäude wurden mit zahlreichen politischen Losungen und überdimensionalen Bildnissen von Stalin überdeckt. Der Sockel des Kunstbrunnens wurde mit einem Aufbau aus Holz und Pappe verkleidet und mit roten Sternen verziert. Er diente als eine Art Siegestempel. Man ließ auf dem Rasen auch nachts angestrahlte Bildnisse von Lenin, Molotow, Shukow und Stalin aufstellen, nebenher dröhnte der Moskauer Sender Nachrichten und Musik 24 Stunden lang über den Platz. Der Postplatz bekam nun für kurze Zeit seinen alten Namen wieder.
Mit der neuen Grenzziehung an der Oder-Neiße-Linie wurde die Stadt in den polnischen Ostteil Zgorzelec und den bei Deutschland verbleibenden Teil getrennt. 1944 lebten in beiden Teilen der Stadt bereits rund 99.000 Menschen. 1945 waren es über 100.000 Menschen, unter ihnen viele Flüchtlinge aus den Ostgebieten. Sie drängten sich nun auf dem Westteil der Stadt. Dies führte zu einem extremen Wohnungsmangel. Auch die Häuser auf dem Postplatz waren bis unter die Dächer dicht bewohnt. Niemals zuvor lebten so viele Leute unter der Wohnanschrift Postplatz, dies lässt sich durch Adressbücher aus der Übergangszeit zu den 1950er Jahren nachweisen. Selbst im Gericht mieteten sich die unterschiedlichsten Mietparteien ein, z. B. die Vereinigung der Verfolgten des Naziregimes (VVN) und der Demokratische Frauenbund Deutschlands.
Im Jahr 1951 erfolgte eine erneute Umbenennung des Platzes in „Platz der Befreiung“. Zu einem Kalauer reizte ab nun die Adresse des Gefängnisses hinter dem Gericht – Platz der Befreiung 18. Der neue Name des Platzes setzte sich bei der Bevölkerung ebenso wenig durch, wie bei anderen umbenannten Plätzen und Straßen.
Nur zögerlich begann man auf Grund von Materialknappheit, Arbeitskräfte- und Geldmangel in den 1970er Jahren die Gebäude auf dem Platz zu sanieren. Den Grünanlagen wurde mehr Aufmerksamkeit gewidmet. Der leere Sockel des Kunstbrunnens erhielt eine kleine Fontäne, 1967 sogar eine neue Marmorbrunnenschale.
Während der Demonstrationen am 17. Juni 1953 wurde auch das Gefängnis hinter dem Gericht besetzt. Bei dieser Aktion wurden alle Häftlinge befreit, obwohl nur die Befreiung politisch Gefangener geplant war. Der Rechtsanwalt Dr. Carl-Albert Brüll und der Lehrer Günter Assman wurden später wegen dieser Gefangenenbefreiung zu langjährigen Haftstrafen verurteilt. Der Postplatz war am 17. Juni mit mehreren Tausend Demonstranten auch eines der Zentren des Volksaufstandes. Heute erinnert eine Gedenktafel an die Opfer des Volksaufstandes am Südflügel des Gerichtes.
Ab den 1960er Jahren bis zur Wende 1989 befand sich auf dem Postplatz stets die Tribüne für die städtischen Politfunktionäre zum Umzug am 1. Mai. Sie ließen sich von den vorbeiziehenden Schülern, Kampfgruppen und Betriebsbelegschaften beklatschen. Ab den 1980er Jahren konnte man auch eine stärkere Präsenz von Stasi-Leuten beobachten, die darauf achteten, dass keine Ausreiseantragsteller diese Veranstaltung als Plattform nutzten.

### 1990er bis heute
Die friedlichen Demonstrationszüge bewegten sich im Herbst 1989 von der Berliner Straße auch über den Postplatz hin zum Rathaus. In der Frauenkirche fanden Montagsgebete und Diskussionen statt. Schließlich erhielt im letzten Halbjahr der DDR, am 1. Mai 1990 der Platz offiziell seinen alten Namen zurück. Die ersten Jahre der Marktwirtschaft veränderten das Bild des Platzes stark, zahlreiche Läden und Restaurants schlossen, bzw. fanden neue Mieter. Die feierliche Rückkehr der Muschelminna am 1. Mai 1994 war wohl der Höhepunkt des Platzes nach der Wende. Anlässlich der Rückkehr findet jährlich um den 1. Mai herum das „Muschelminnafest“ statt.
1996 übernahm eine Modekette zwei Häuser an der Nordostseite des Postplatzes und ließ einen Neubau errichten. Das Wilhelmtheather musste dem modernen Einkaufszentrum City-Center Frauentor und einem Parkhaus 2004 weichen. Im März 2011 begann eine dreijährige Bauphase, in denen das Wegekreuz um den Brunnen nach historischem Vorbild neu gepflastert wurde; die Straßenbahngleise, Medien und sämtliche Leitungen wurden gewechselt; Asphaltdecken erneuert. In einer zweiten Bauphase wurde der Platz um die Frauenkirche neu angelegt. Schließlich wurde ein Teil der Verkehrsflächen als Fußgängerzone ausgewiesen.
Für Diskussionen in der Stadtgesellschaft sorgte der Entwurf des Investors Winfried Stöcker, zwei unsanierte klassizistische Villen am Postplatz abzureißen um das bestehende Parkhaus zu erweitern. Stöckers Pläne sehen vor, das Görlitzer Kaufhaus zu sanieren, einen Anbau an seiner Rückseite zu errichten und ihn über eine Glasgalerie mit dem bisherigen City-Center Frauentor zu verbinden, das Stöcker ebenso erworben hat. Laut Investor, könne nur ein größeres Parkhaus sicherstellen, dass das Kaufhaus und das City-Center wirtschaftlich betrieben werden können. Die Stadt als Untere Denkmalschutzbehörde entschied für den Abriss; das Landesamt für Denkmalpflege dagegen. Die Landesdirektion Sachsen stellte den „Denkmalcharakter“ der Häuser fest, genehmigte jedoch den Abriss beider Villen unter Auflagen. Diese besagen, das sämtliche Baugenehmigungen und denkmalschutzrechtliche Genehmigungen zur Sanierung des Kaufhauses innerhalb von drei Jahren vorliegen müssen. Andernfalls dürfen beide Villen nicht abgerissen werden.